# École française de Hambourg Antoine-de-Saint-Exupéry
Pour les articles homonymes, voir Lycée Antoine-de-Saint-Exupéry et Saint-Exupéry (homonymie).
L'École française de Hambourg Antoine-de-Saint-Exupéry est un établissement scolaire homologué par le ministère français de l'Éducation nationale et conventionné avec l'Agence pour l'enseignement français à l'étranger.
L’établissement accueille sur le même site, l’école maternelle, l’école élémentaire et leurs services périscolaires respectifs, la Kita et la GBS (éducation et encadrement à temps plein), soit un effectif d'environ 410 élèves issus de 30 différentes nationalités.
Jusqu'à la rentrée scolaire 2020, l'établissement était connu sous le nom de lycée français de Hambourg et accueillait également les élèves du secondaire (collège et lycée). Depuis, le secondaire a été transféré au nouveau lycée franco-allemand de Hambourg.

## Histoire
En 1979, un groupe de Français et de Hambourgeois francophiles fondèrent une école privée dénommée « École franco-allemande » avec six élèves dans le quartier Alsterdorf. Rapidement, le nombre d'élèves augmenta, obligeant l'école à déménager dans le nouveau quartier d'affaires de la ville, la City Nord. La présence à Hambourg d'une usine du constructeur aéronautique Airbus explique en partie l'attrait de l'école.
Une autre école, strictement française celle-ci, existait alors à Hambourg dans le quartier de Winterhude. Celle-ci suivait exclusivement les programmes pédagogiques français et s'adressait à un public d'expatriés.
Dès les années 1980, des réflexions furent menées pour fusionner les deux établissements. Le bourgmestre de Hambourg, Henning Voscherau, milita alors pour la fusion qui intervint officiellement en 1987, donnant naissance au Lycée français de Hambourg. L'établissement ne disposait alors pas encore de locaux adaptés.
En 1988, le lycée français s'installe dans les locaux d'un ancien lycée public hambourgeois situé dans le quartier de Lokstedt avec 35 professeurs et 400 élèves. En 1990, il signe une convention avec l'Agence pour l'enseignement français à l'étranger nouvellement créée.
En 1997, le lycée français de Hambourg est baptisé lycée Antoine-de-Saint-Exupéry, soulignant la tradition aéronautique de la ville.
À partir de l'an 2000, il fut possible pour les élèves de se présenter, en plus du baccalauréat français, à l'examen de l'Abibac.
En 2008, l'école est reconnue en tant que Ersatzschule (école privée sous contrat) par les autorités hambourgeoises, lui permettant ainsi d'être financée en partie par la ville.
En 2016, le bourgmestre de Hambourg Olaf Scholz et le ministre français des Affaires étrangères Jean-Marc Ayrault lancèrent le projet de création d'un lycée franco-allemand qui remplacerait, pour le secondaire, le lycée français.
En 2020, la première classe du lycée franco-allemand a effectué sa rentrée, provisoirement sur le site de l'École française de Hambourg, le déménagement du lycée franco-allemand dans un nouveau campus scolaire dans le quartier d'Altona étant prévu pour 2023.